# 则天庙
37°28′39″N 112°02′17″E / 37.47750°N 112.03806°E
则天庙位于中国山西省吕梁市文水县城北南徐村，名为祭祀水母，实则祀奉武则天。1996年被列为第四批全国重点文物保护单位。
则天庙始建于唐，金皇统五年（1145年）重建。坐北朝南，占地1800平方米，主要建筑有山门、圣母殿、东西厢房、钟鼓楼等。圣母殿是主体建筑，面阔三间，进深六椽，单檐歇山顶。